# Sant Julian e Chaptuèlh
Sant Julian-Chaptuèlh (en francès Saint-Julien-Chapteuil) és un municipi francès situat al departament de l'Alt Loira i a la regió d'Alvèrnia-Roine-Alps. L'any 2007 tenia 1.874 habitants.

## Demografia

### Població
El 2007 la població de fet de Saint-Julien-Chapteuil era de 1.874 persones. Hi havia 798 famílies de les quals 240 eren unipersonals (108 homes vivint sols i 132 dones vivint soles), 261 parelles sense fills, 245 parelles amb fills i 52 famílies monoparentals amb fills.
La població ha evolucionat segons el següent gràfic:
Habitants censats

### Habitatges
El 2007 hi havia 1.226 habitatges, 799 eren l'habitatge principal de la família, 314 eren segones residències i 114 estaven desocupats. 1.060 eren cases i 165 eren apartaments. Dels 799 habitatges principals, 535 estaven ocupats pels seus propietaris, 238 estaven llogats i ocupats pels llogaters i 26 estaven cedits a títol gratuït; 8 tenien una cambra, 38 en tenien dues, 121 en tenien tres, 246 en tenien quatre i 385 en tenien cinc o més. 574 habitatges disposaven pel capbaix d'una plaça de pàrquing. A 356 habitatges hi havia un automòbil i a 337 n'hi havia dos o més.

### Piràmide de població
La piràmide de població per edats i sexe el 2009 era:
| Homes | Edats   | Dones |
| ----- | ------- | ----- |
| 0     | 95 o +  | 8     |
| 4     | 90 a 94 | 16    |
| 12    | 85 a 89 | 16    |
| 8     | 80 a 84 | 20    |
| 32    | 75 a 79 | 48    |
| 32    | 70 a 74 | 96    |
| 60    | 65 a 69 | 52    |
| 32    | 60 a 64 | 52    |
| 36    | 55 a 59 | 28    |
| 68    | 50 a 54 | 40    |
| 68    | 45 a 49 | 44    |
| 100   | 40 a 44 | 68    |
| 40    | 35 a 39 | 64    |
| 72    | 30 a 34 | 68    |
| 44    | 25 a 29 | 36    |
| 56    | 20 a 24 | 32    |
| 48    | 15 a 19 | 68    |
| 76    | 10 a 14 | 44    |
| 60    | 5 a 9   | 68    |
| 40    | 0 a 4   | 48    |

## Economia
El 2007 la població en edat de treballar era de 1.108 persones, 832 eren actives i 276 eren inactives. De les 832 persones actives 783 estaven ocupades (426 homes i 357 dones) i 49 estaven aturades (24 homes i 25 dones). De les 276 persones inactives 112 estaven jubilades, 77 estaven estudiant i 87 estaven classificades com a «altres inactius».

### Ingressos
El 2009 a Saint-Julien-Chapteuil hi havia 784 unitats fiscals que integraven 1.832 persones, la mediana anual d'ingressos fiscals per persona era de 16.256 €.

### Activitats econòmiques
Dels 113 establiments que hi havia el 2007, 1 era d'una empresa extractiva, 2 d'empreses alimentàries, 2 d'empreses de fabricació de material elèctric, 7 d'empreses de fabricació d'altres productes industrials, 20 d'empreses de construcció, 19 d'empreses de comerç i reparació d'automòbils, 9 d'empreses de transport, 9 d'empreses d'hostatgeria i restauració, 5 d'empreses financeres, 5 d'empreses immobiliàries, 5 d'empreses de serveis, 18 d'entitats de l'administració pública i 11 d'empreses classificades com a «altres activitats de serveis».
Dels 44 establiments de servei als particulars que hi havia el 2009, 1 era una oficina d'administració d'Hisenda pública, 1 gendarmeria, 1 oficina de correu, 2 oficines bancàries, 2 funeràries, 3 tallers de reparació d'automòbils i de material agrícola, 1 taller d'inspecció tècnica de vehicles, 1 autoescola, 3 paletes, 3 guixaires pintors, 4 fusteries, 5 lampisteries, 2 electricistes, 1 empresa de construcció, 4 perruqueries, 2 veterinaris, 6 restaurants, 1 agència immobiliària i 1 saló de bellesa.
Dels 11 establiments comercials que hi havia el 2009, 2 eren botiges de menys de 120 m², 2 fleques, 3 carnisseries, 1 una botiga de roba, 1 una sabateria, 1 una botiga d'electrodomèstics i 1 una floristeria.
L'any 2000 a Saint-Julien-Chapteuil hi havia 60 explotacions agrícoles que ocupaven un total de 900 hectàrees.

## Equipaments sanitaris i escolars
El 2009 hi havia 1 farmàcia i 1 ambulància.
El 2009 hi havia 2 escoles elementals. Saint-Julien-Chapteuil disposava de 2 col·legis d'educació secundària amb 495 alumnes.

## Poblacions més properes
El següent diagrama mostra les poblacions més properes.